# Harrells
Harrells és una població dels Estats Units a l'estat de Carolina del Nord. Segons el cens del 2000 tenia 187 habitants.

## Demografia
Segons el cens del 2000, Harrells tenia 187 habitants, 80 habitatges i 58 famílies. La densitat de població era de 22,9 habitants per km².
Dels 80 habitatges en un 21,3% hi vivien nens de menys de 18 anys, en un 51,3% hi vivien parelles casades, en un 17,5% dones solteres, i en un 27,5% no eren unitats familiars. En el 26,3% dels habitatges hi vivien persones soles l'11,3% de les quals corresponia a persones de 65 anys o més que vivien soles. El nombre mitjà de persones vivint en cada habitatge era de 2,34 i el nombre mitjà de persones que vivien en cada família era de 2,78.
Per edats la població es repartia de la següent manera: un 17,1% tenia menys de 18 anys, un 7% entre 18 i 24, un 27,3% entre 25 i 44, un 26,2% de 45 a 60 i un 22,5% 65 anys o més.
L'edat mediana era de 44 anys. Per cada 100 dones de 18 o més anys hi havia 101,3 homes.
La renda mediana per habitatge era de 29.375 $ i la renda mediana per família de 41.250 $. Els homes tenien una renda mediana de 30.625 $ mentre que les dones 23.750 $. La renda per capita de la població era de 34.534 $. Entorn del 14,3% de les famílies i el 14,2% de la població estaven per davall del llindar de pobresa.

## Poblacions més properes
El següent diagrama mostra les poblacions més properes.